# Катути
Катути (порт. Catuti) — муниципалитет в Бразилии, входит в штат Минас-Жерайс. Составная часть мезорегиона Север штата Минас-Жерайс. Входит в экономико-статистический микрорегион Жанауба. Население составляет 5020 человек на 2006 год. Занимает площадь 285,988 км². Плотность населения — 17,6 чел./км².

## История
Город основан 21 декабря 1995 года. 

## Статистика
- Валовой внутренний продукт на 2003 год составляет 11 285 097,00 реалов (данные: Бразильский институт географии и статистики).
- Валовой внутренний продукт на душу населения на 2003 год составляет 2184,92 реалов (данные: Бразильский институт географии и статистики).
- Индекс развития человеческого потенциала на 2000 год составляет 0,605 (данные: Программа развития ООН).

## География
В соответствии с классификацией Кёппена, климат относится к категории SA.